# Lê Phong
Lê Phong là một nhân vật thám tử hư cấu người Việt Nam đầu thế kỷ XX, xuất hiện trong các tác phẩm của nhà văn Thế Lữ.

## Hình tượng
Lê Phong một phóng viên chuyên mảng phóng sự của báo Thời thế, có trụ sở tại Hà Nội. Phong là người nhanh nhẹn, vui vẻ, có đôi mắt sáng, linh động, có tài quan sát. Với tài năng đó, Lê Phong thích tham gia vào các vụ án bí ẩn và khám phá các sự thật bị che giấu.
Lê Phong là người hâm mộ Sherlock Holmes và áp dụng phương pháp suy luận của Holmes để suy luận.
Cộng sự với Lê Phong là Văn Bình, là nhân vật đóng vai trò ghi chép lại quá trình điều tra vụ án.

## Các nhân vật liên quan
- Văn Bình, cộng sự của Lê Phong, là hiện thân của nhà văn Thế Lữ, đóng vai trò giống như cộng sư John H. Watson của Holmes, là người đóng vai trò ghi chép lại câu chuyện.[1]
- Mai Hương, người yêu của Lê Phong.

## Xuất hiện
Truyện ngắn và truyện vừa (danh sách chưa đầy đủ):
- Lê Phong phóng viên (1937)
- Những nét chữ (1939)
- Lê Phong và Mai Hương (1939)
- Đòn hẹn (1939)
- Gói thuốc lá (1940)

Tập truyện:
- Lê Phong (1942), gồm hai truyện vừa Phóng viên trinh thám và Những nét chữ.

Tập truyện Lê Phong được nhà xuất bản Đời nay xuất bản năm 1942 và đến năm 2016 thì được Nhã Nam liên kết với nhà xuất bản Hội Nhà Văn hiệu đính, tái bản.

## Nhận xét
| “ | Với truyện trinh thám, Thế Lữ đã sáng tạo ra cặp nhân vật thám tử Lê Phong và Mai Hương – một chàng và một nàng - được bạn đọc nhiều thế hệ yêu thích. Họ là những người thông minh, có óc phán đoán và khả năng suy luận cao. Họ say mê nghề nghiệp, họ quyết liệt trong việc truy tìm cái ác để bảo vệ và đề cao cái thiện. Nhưng cũng cần phải nhìn ra rằng, cặp nhân vật Lê Phong và Mai Hương chính là hiện thân cho kiểu con người lãng mạn có tính lý tưởng của Tự Lực văn đoàn: trẻ trung, được giáo dục theo mô hình châu Âu, yêu tự do dân chủ, yêu khoa học và luôn hướng tới sự tiến bộ xã hội. | ” |

| “ | Học tập, vay mượn mô hình tiểu thuyết trinh thám phương Tây, cả Thế Lữ và Phạm Cao Củng đều xây dựng những series truyện về các thám tử như thám tử Lê Phong (Thế Lữ), thám tử Kỳ Phát (Phạm Cao Củng). Cả hai thám tử đều thông minh, lý trí, giỏi suy luận, phán đoán và lập luận logic để điều tra phá án. Thông qua hai thám tử, người đọc dễ dàng nhận thấy dáng dấp thám tử Sherlock Holmes của Conan Doyle. Điều này cũng không có gì là lạ, khi mà quá trình hiện đại hóa văn học đòi hỏi mọi thể loại phải diễn ra gấp rút, phải nhanh chóng đưa văn học Việt Nam hiện đại bước vào quỹ đạo của văn học thế giới. Thành công của Thế Lữ và Phạm Cao Củng là điều đáng ghi nhận và trân trọng. | ” |

## Ảnh hưởng
Với hình tượng thám tử Lê Phong, Thế Lữ được ghi nhận là người mở đầu cho thể loại trinh thám miền Bắc, sánh ngang với Phạm Cao Củng ở miền Nam (với hình tượng thám tử Kỳ Phát).
Thám tử Lê Văn Lương, người được xem là "ông tổ" nghề thám tử Việt Nam, rất ngưỡng mộ hình tượng thám tử Lê Phong.